# Szelków
Szelków è un comune rurale polacco del distretto di Maków, nel voivodato della Masovia.
Ricopre una superficie di 112,93 km² e nel 2004 contava 3 697 abitanti.